# Exhyalanthrax leucotaeniatus
Exhyalanthrax leucotaeniatus är en tvåvingeart som först beskrevs av Engel 1936.  Exhyalanthrax leucotaeniatus ingår i släktet Exhyalanthrax och familjen svävflugor. Inga underarter finns listade i Catalogue of Life.